# Comté de Hendry
Pour les articles homonymes, voir Hendry.
Le comté de Hendry (Hendry County) est un comté situé dans l'État de Floride, aux États-Unis. En 2020, la population était de 39 619 habitants. Son siège est LaBelle. Le comté a été fondé en 1923 et doit son nom à Francis A. Hendry, un des premiers colons.
La réserve indienne de Big Cypress s'étend au sud-est du comté de Hendry et au nord-ouest du comté de Broward.

## Comtés adjacents
- Comté de Glades (nord)
- Comté de Martin (nord-est)
- Comté d'Okeechobee (nord-est)
- Comté de Palm Beach (est)
- Comté de Broward (sud-est)
- Comté de Collier (sud)
- Comté de Lee (ouest)
- Comté de Charlotte (ouest)

## Principales villes
- Clewiston
- LaBelle

## Démographie
| Groupe                           | Comté de Hendry | Floride | États-Unis |
| -------------------------------- | --------------- | ------- | ---------- |
| Blancs                           | 59,9            | 75,0    | 72,4       |
| Autres                           | 21,6            | 3,7     | 6,4        |
| Afro-Américains                  | 13,4            | 16,0    | 12,6       |
| Métis                            | 2,7             | 2,5     | 2,9        |
| Amérindiens                      | 1,7             | 0,4     | 0,9        |
| Asiatiques                       | 0,7             | 2,4     | 4,8        |
| Total                            | 100             | 100     | 100        |
|                                  |                 |         |            |
| Hispaniques et Latino-Américains | 49,2            | 22,5    | 16,7       |

| 1930  | 1940  | 1950  | 1960  | 1970   | 1980   |
| ----- | ----- | ----- | ----- | ------ | ------ |
| 3 492 | 5 237 | 6 051 | 8 119 | 11 859 | 18 599 |

| 1990   | 2000   | 2010   | - | - | - |
| ------ | ------ | ------ | - | - | - |
| 25 773 | 36 210 | 39 140 | - | - | - |